# Saint-Priest-la-Feuille
Saint-Priest-la-Feuille é uma comuna francesa na região administrativa da Nova Aquitânia, no departamento de Creuse. Estende-se por uma área de 27,44 km². Em 2010 a comuna tinha 787 habitantes (densidade: 28,7 hab./km²).